# Glochidion puberum
Glochidion puberum är en emblikaväxtart som först beskrevs av Carl von Linné, och fick sitt nu gällande namn av John Hutchinson. Glochidion puberum ingår i släktet Glochidion och familjen emblikaväxter. Inga underarter finns listade i Catalogue of Life.

## Bildgalleri

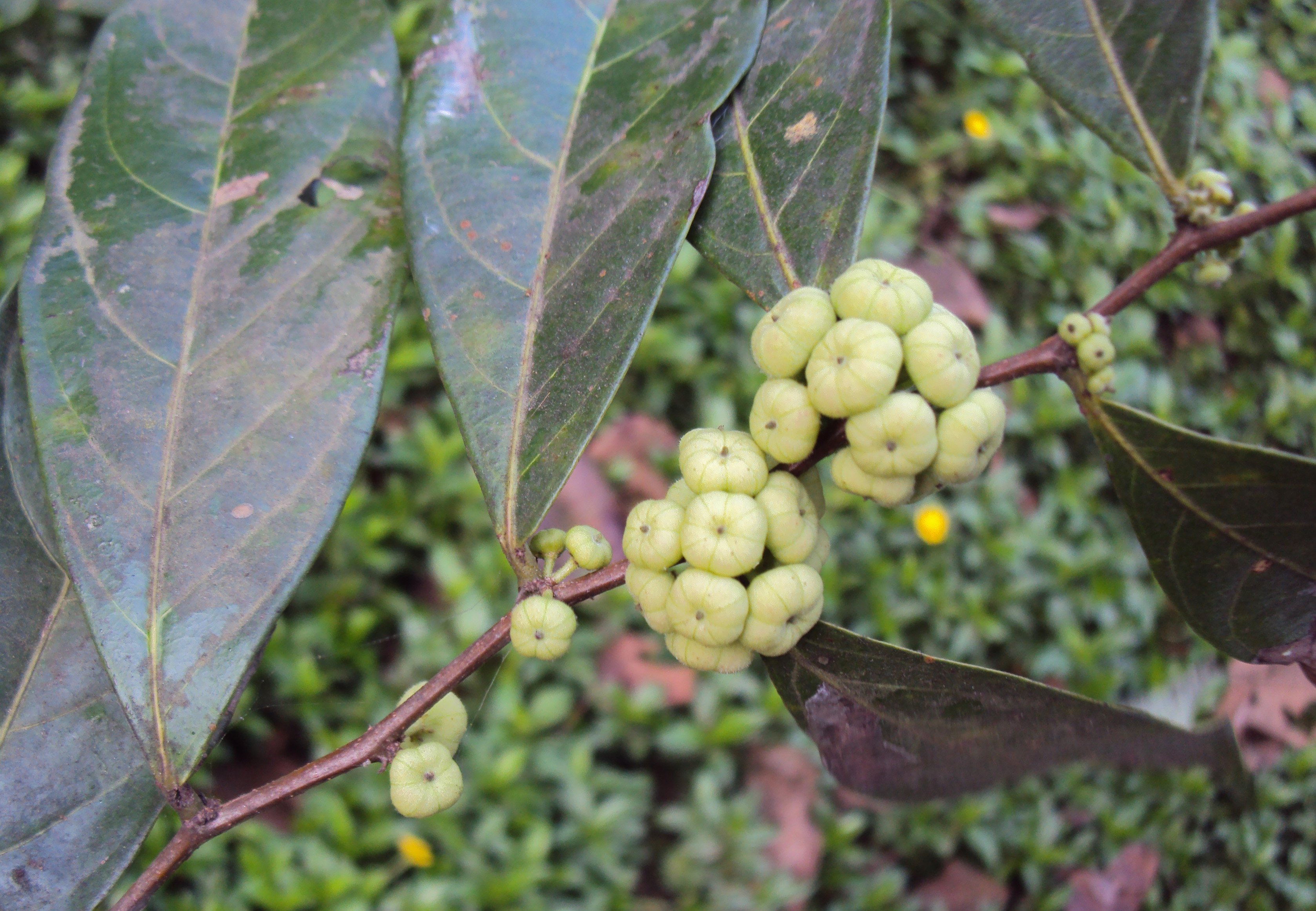
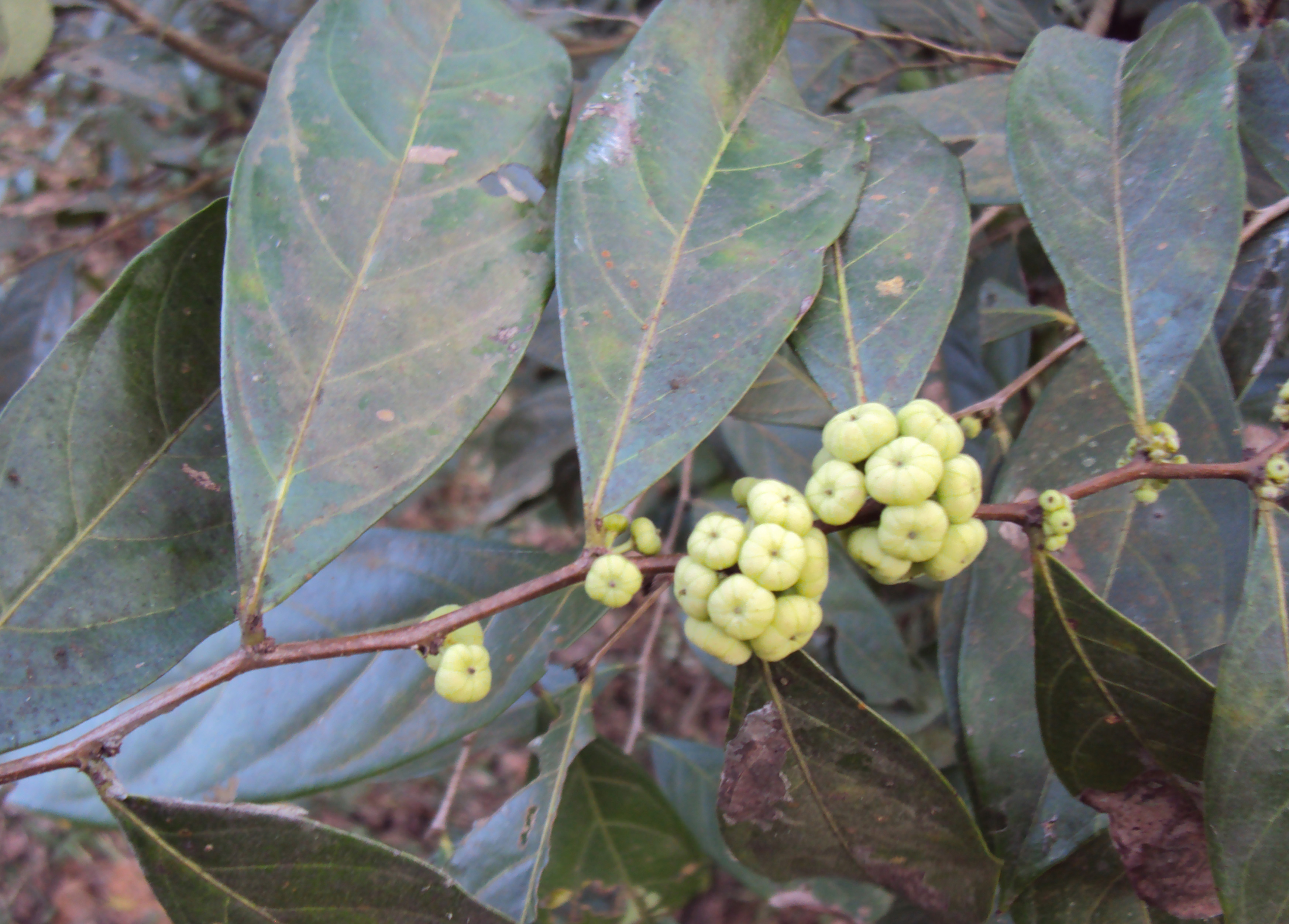
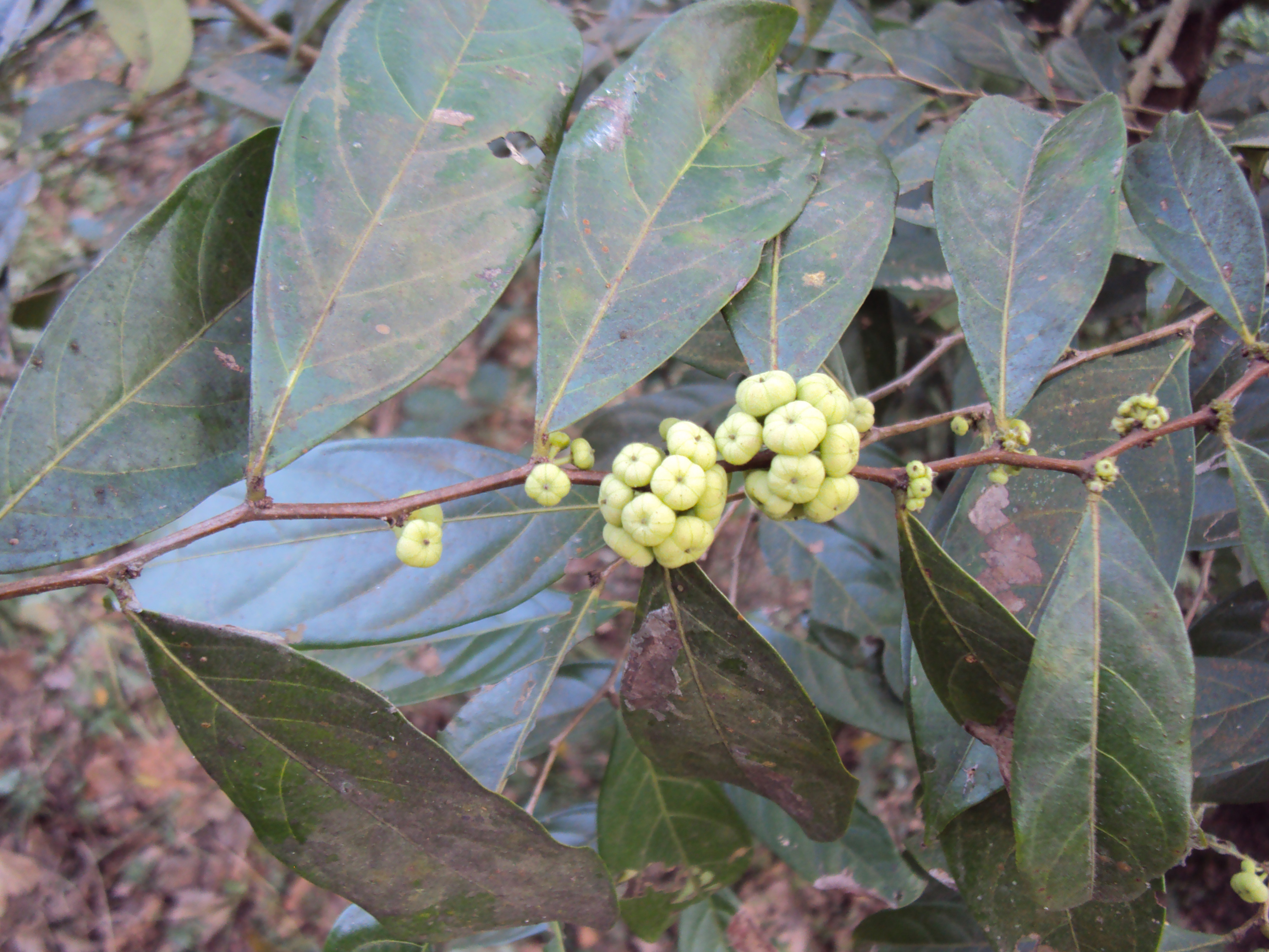
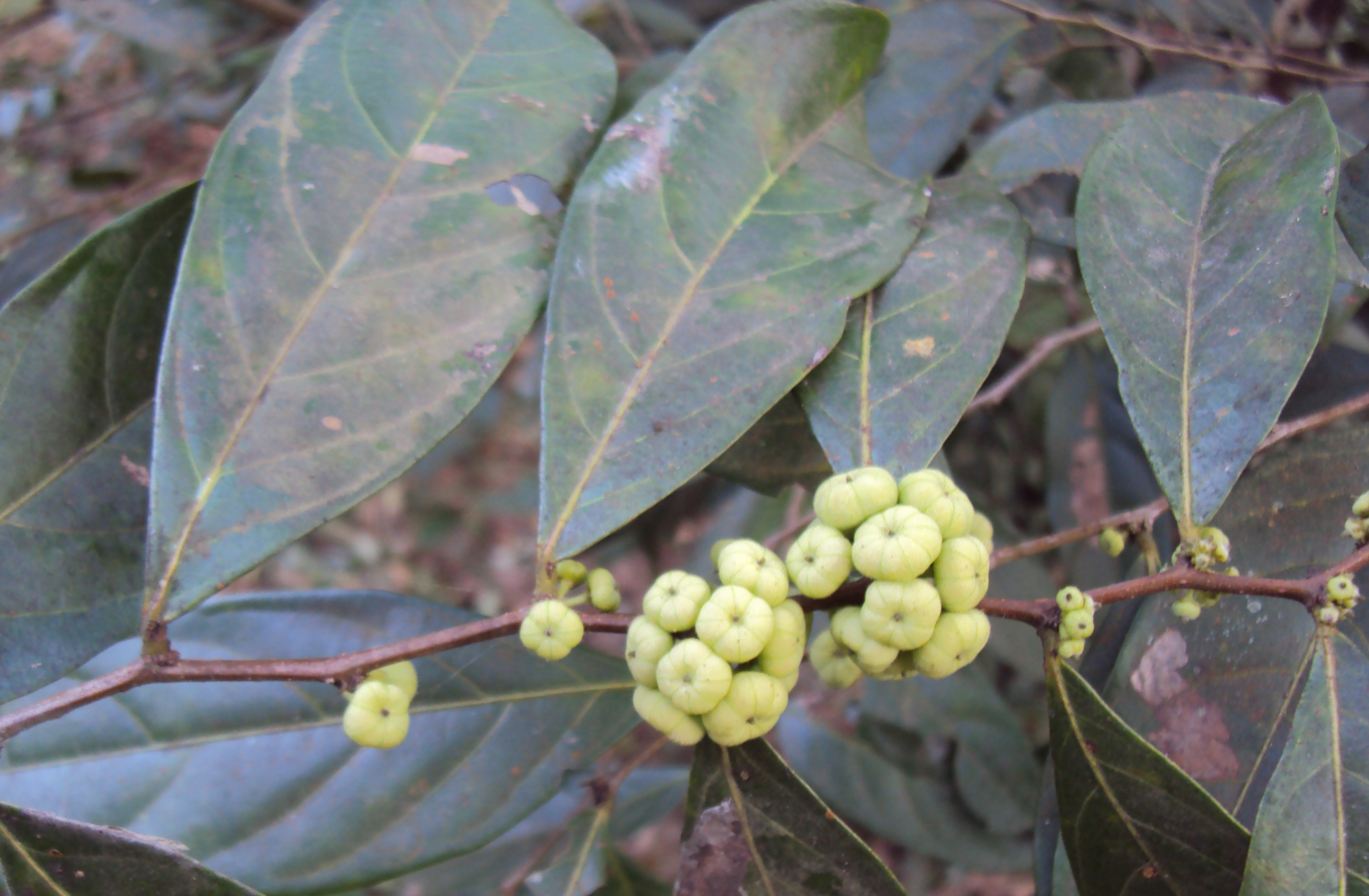